# تيفو ماشامايتي
تيفو ماشامايتي (بالإنجليزية: Tefu Mashamaite)‏ (27 سبتمبر 1984 في جنوب أفريقيا - ) هو لاعب كرة قدم جنوب أفريقي في مركز الدفاع. شارك مع منتخب جنوب أفريقيا لكرة القدم. أما مع النوادي، فقد لعب مع بيدفيست ويتس ونادي كايزر تشيفز ونادي هكن.

## وصلات خارجية
- تيفو ماشامايتي على موقع اتحاد السويد (السويدية)
- تيفو ماشامايتي على موقع قاعدة بيانات كرة القدم.إي يو (الإنجليزية)
- تيفو ماشامايتي على موقع ناشيونال فوتبول تيمز (الإنجليزية)